# Abecedni popis agnotozoa: M

### MicrocyemaVan Beneden, 1882
- Microcyema vespa Van Beneden, 1882

Agnotozoa → Dicyemida → Rhombozoa → Conocyemidae